# امامزاده بی‌بی شریفه خاتون
امامزاده بی بی شریفه خاتون مربوط به دوره صفوی است و در شهرستان سروستان، بخش کوهنجان، دهستان مهارلو، جنوب شرق روستای مهارلو، در میان باغات بادام واقع شده و این اثر در تاریخ ۲۸ شهریور ۱۳۸۶ با شمارهٔ ثبت ۱۹۷۱۰ به‌عنوان یکی از آثار ملی ایران به ثبت رسیده است.